# 中之島造船所
有限会社中之島造船所（なかのしまぞうせんしょ）は、高知県高知市に本社・造船所を置く造船・船舶修繕事業者である。

## 概要
1927年（昭和2年）に個人事業として創業し、以後1942年（昭和17年）の法人化、1990年（平成2年）の新工場への移転を経ながら、高知市において造船業を営んでいる。創業以来、主として木造船の建造・修理を行っていたが、新工場への移転の際鋼船（おもに港湾関係作業船）の建造・修理に転換し、2005年（平成17年）からは新造船の主体を内航貨物船としている。
環境対策強化船の建造にも取り組んでおり、2012年（平成24年）には、開発した省エネ船型内航貨物船が、鉄道建設・運輸施設整備支援機構の省エネ船建造支援制度において先進・高度二酸化炭素低減化船として認定された。2019年（令和元年）には、二重反転プロペラとCRPベクツインラダーの組み合わせを世界で初採用した内航鋼材運搬船（開発はジャパン マリンユナイテッド）の建造を担当した。

## 主要設備
- 建造船台：最大建造トン数 999トン 1基[1]
- 修理船台：最大上架トン数 749トン 1基[1]
- ジブクレーン
  - 30トン吊走行型 2基[1]
  - 10トン吊塔型 1基[1]
- 門型クレーン：2.8トン吊 3基[1]

## 沿革
- 1927年（昭和2年）2月 - 高知市中ノ島において、個人事業として木造船建造・修理業を創業[1]。
- 1942年（昭和17年）5月 - 有限会社中之島造船所として法人化[1]。
- 1990年（平成2年）3月 - 高知市仁井田4515番地に新工場を建設し移転。鋼船（おもに港湾関係作業船）の建造・修理に転換[1]。
- 2005年（平成17年） - 新造船の主体を内航貨物船に転換[1]。
- 2012年（平成24年） - 開発した省エネ船型内航貨物船が、鉄道建設・運輸施設整備支援機構の省エネ船建造支援制度において先進・高度二酸化炭素低減化船として認定される[2]。
- 2019年（令和元年） - 二重反転プロペラとCRPベクツインラダーの組み合わせを世界で初採用した内航鋼材運搬船（ジャパン マリンユナイテッド開発）を建造[3][4]。